# Andrei cel Nebun
Andrei cel Nebun, în greacă Ἀνδρέας ὁ Σαλός, transliterat: Andreas ho Salós, (n. 860 d.Hr. – d. 936 d.Hr., Constantinopol, Imperiul Roman de Răsărit) a fost un ascet creștin din categoria nebunilor pentru Cristos.

## Viața
S-a născut în Sciția și a ajuns să trăiască la Constantinopol ca sclavul lui Teognost, un protospatharios ("primul purtător de sabie", sau "prim-spătar", un titlu onorific) al împăratului Leon al VI-lea cel Mare (886-912). De asemenea, era fiul spiritual al lui Nichifor, un preot de la Hagia Sophia din vremea aceea.
Binecuvântatul Andrei iubea Biserica și Sfintele Scripturi și avea o dorință arzătoare să se dedice complet lui Dumnezeu. El și-a luat asupra sa un canon ascetic foarte dificil și neobișnuit acela de nebun pentru Hristos; ceea ce înseamnă a te purta ca și cum ar fi bolnav mintal.
Deoarece părea să fie bolnav, Andrei a fost adus la Biserica Sfintei Învieri (Anastasis) pentru a fi îngrijit. Acolo i-a apărut Sfânta Înviere într-un vis, fapt care l-a încurajat să-și continue practica ascetică. Din cauza nebuniei sale exterioare, a fost dat afară de pe proprietățile Bisericii și a trebuit să-și ducă zilele pe străzile capitalei, flămând și pe jumătate dezbrăcat. Timp de mulți ani, sfântul a îndurat batjocură, insulte și bătăi. El cerea pomană și apoi o dădea săracilor. Cerșetorii cărora le dădea și ultimul bănuț îl disprețuiau, dar Andrei îndura toate suferințele cu smerenie și se ruga pentru cei care îl răneau.
Sfânta Înțelepciune și frumusețea spirituală a Sfântului Andrei au fost scoase la iveală atunci când și-a dat jos masca nebuniei. Acest lucru s-a întâmplat atunci când vorbea cu părintele său spiritual, un preot de la Hagia Sophia, sau cu ucenicul său Epifanie.
Pentru blândețea și autocontrolul său, sfântul a primit harul profeției, înțelepciunii și discernământului, ajutând pe mulți cu sfatul său. În timp ce se ruga în Biserica Vlaherne împreună cu ucenicul său Epifanie a văzut-o pe Născătoarea de Dumnezeu ținându-și mantia peste cei care se rugau cerând ocrotirea ei. Această experiență stă la baza sărbătorii Acoperământul Maicii Domnului.
Conform sinaxarului sărbătorii, Sf. Andrei s-a întors spre însoțitorul său și l-a întrebat: „Tu vezi, frate, pe Sfânta Maică a lui Dumnezeu rugându-se pentru lumea întreagă?” Iar Epifanie i-a răspuns: „O văd, sfinte părinte, și sunt în uimire și venerație.”
Binecuvântatul Andrei a murit în 936 la vârsta de 66 de ani.

## Vedenia lui Andrei
O parte care intrigă din Viața Sf. Andrei, scrisă de un anume "Nichifor din Constantinopol" în secolul al X-lea, este capitolul în care Andrei răspunde întrebării puse de dicipolul său Epifanie despre "când și cum se va sfârși lumea aceasta."
În timpul epocii bizantine, au apărut câteva scrieri care preziceau că Apocalipsa va fi marcată de Căderea Constantinopolului. Deși au reapărut și în secolele al XIV-lea și al XV-lea, originile acestor scrieri sunt, cel mai probabil, în secolul al X-lea, pe când Imperiul Roman de Răsărit încă era puternic. Distrugerea Constantinopolului este descrisă în acest fel și în Viața Sfântului Andrei cel Nebun.
Textul pretinde că Hagia Sophia va supraviețui unei mari inundații "plutind pe ape," dar Sfântul Andrei spune că mai degrabă doar coloana (obeliscul) va supraviețui deoarece sub temeliile acesteia sunt așezate Sfintele Cuie care au fost folosite la răstignirea lui Iisus Hristos. În această lucrare, Andrei înfățișat prezicînd că sfârșitul lumii va avea loc la scurt timp după căderea Constantinopolului; în acele vremuri, "la scurt timp" însemna o perioadă între 100 și 1000 de ani.
Printre cele mai vechi manuscrise, datând din secolul al XIV-lea sau mai devreme, conținând această informație, se găsesc:
- Vindobonesis hist. gr. 123, s. XIV, fols. 84-90
- Vaticanus gr. 1574, s.XI-XII, fols. 147-59
- Atheniensis 1014, a 1071, fols. 93-104

## Imnografie
Tropar (Glasul al 4-lea)
Ai ales nebunia de dragul lui Hristos
Și te-ai arătat nebun.
Ai perseverat cu stăruința ta în mijlocul tulburărilor,
Iar Hristos te-a primit în Rai.
Mijlocește pe lângă El, O Andrei pentru cei care te cinstesc.
Alt tropar (Glasul 1)
Glasul Apostolului Tău, Pavel, care
zice: ,,Noi nebuni pentru Hristos’’ , auzind
robul Tău Andrei, Hristoase Dumnezeule,
nebun s-a făcut pe pământ. Pentru aceea
săvârșind pomenirea lui, Ție ne rugăm,
Doamne, mântuiește sufletele noastre.
Condac (Glasul 1)
Ți-ai încheiat viața în pietate, O Andrei cel îndumnezeit,
Te-ai arătat vas curat al Sfintei Treimi și însoțitor al îngerilor.
Prin mijlocirea ta, pace și iertarea să fie dăruite,
Celor ce te cinstesc pe tine.
Alt condac (Glasul al 4-lea) 
Din propria ta voință te-ai făcut un Nebun, o Andree
Și în întregime ai urât ispitele acestei lumi
Și ți-ai înăbușit gândurile cărnii prin foame și sete,
Prin arșiță și frig amarnic.
Niciodată apărându-te de asprimea vremii tu te-ai curățat pe tine însuți cum se curăță aurul în topitoare.
Alt condac, (Glasul al 8-lea)
Nebunule, dorind de frumusețea cea
cerească, lepădatute-ai de trup, o fericitule
Andrei, singur, in pace ai murit, după o
viața plină de înfrânări ale poftelor și de
goliciunea trupului, ajungând impreuna cu
îngerii, cu care mijlocești înaintea lui
Hristos Dumnezeu pentru noi toți.